# 蜀葵叶薯蓣
蜀葵叶薯蓣（学名：Dioscorea althaeoides）为薯蓣科薯蓣属的植物，为中国的特有植物。分布在中国大陆的西藏、四川、云南、贵州等地，生长于海拔1,000米至2,000米的地区，见于路边的杂木林下、沟旁、山坡或林缘，目前尚未由人工引种栽培。